# محمد جراغ
محمد جراغ (عربی: محمد جراغ؛ زادهٔ ۱۰ نوامبر ۱۹۸۱) بازیکن فوتبال اهل کویت بود.
از باشگاه‌هایی که در آن بازی کرده‌است می‌توان به باشگاه ورزشی السالمیه کویت و باشگاه ورزشی العربی کویت اشاره کرد.
وی همچنین در تیم ملی فوتبال کویت بازی کرده‌است.